# Dreadknight
Bram Velsing, alias Dreadknight est un super-vilain évoluant dans l'univers Marvel de la maison d'édition Marvel Comics. Créé par le scénariste Bill Mantlo et le dessinateur George Tuska, le personnage de fiction apparaît pour la première fois dans le comic book Iron Man #101 en août 1977.

## Biographie du personnage

### Origines
Bram Velsing, un habitant de Latvérie, est l'un des plus brillants scientifique et ingénieur de son pays.
À l’origine, il travaille pour le Docteur Fatalis, le dictateur incontesté de la Latvérie, mais devient bientôt frustré de simplement réaliser les projets de son cruel monarque sans qu'il ne puisse en réaliser par lui-même. Alors qu'il se confie à certains de ses collègues, le Docteur Fatalis finit par l'apprendre et décide de lui donner une leçon.
Velsing ayant toujours manifesté une certaine fierté pour son apparence physique, Fatalis lui fabrique un masque à l’apparence cadavérique, qu’il finit par fusionner avec son visage, le condamnant alors à vivre masqué comme lui. Puis, il l'exile hors de Latvérie, pour qu'il aille mourir dans les Balkans.
Humilié, apeuré et désormais seul, Velsing finit, après diverses errances, par se réfugier dans le château du docteur Victor Frankenstein, désormais la propriété de son arrière-petite-fille, Victoria Frankenstein (en), qui s'occupe de lui et le soigne. Celle-ci avait déjà recueilli dans son château à la fois la célèbre création de son ancêtre, le Monstre de Frankenstein (en), mais aussi diverses créatures difformes et naines, résultats des expériences des héritiers de Victor Frankenstein, collectivement appelés les « Enfants ».
Une fois remis de ses blessures, Velsing découvre dans le château Valinor (« Hellhorse » en VO), le cheval ailé du criminel appelé le Chevalier noir (en) (Nathan Garrett), que la jeune femme essayait en vain de restaurer à la normale. Velsing, que les récentes épreuves avaient rendu fou, décide alors d’utiliser Valinor et diverses armes de sa propre conception pour se venger de Fatalis. Il adopte ensuite l’identité de Dreadknight (le « Chevalier de la peur », ou de « l'effroi »), assumant pleinement son nouveau visage terrifiant. Rapidement, il maîtrise Victoria Frankenstein, le Monstre créée par l'ancêtre de celle-ci et les Enfants, puis commence à examiner les notes laissées par Victor Frankenstein sur la génétique.
C'est alors qu’Iron Man arrive par hasard au Château Frankenstein, s'écrasant sur place à la suite d’un combat en Chine. Le Vengeur doré affronte à Dreadknight et triomphe de lui, puis libère Victoria Frankenstein et ses protégés qui décident, malgré tout, de continuer à prendre soin de Velsing, ce dernier étant tombé dans le coma à la fin du combat avec Iron Man.

### Parcours
Dreadknight fait ensuite pendant un temps partie des Maîtres du mal. Plus tard, il rencontre le Chevalier noir (Dane Whitman) des Vengeurs, qui le bat à son tour.
Quand Fatalis disparaît de Latvérie à la suite du crossover Onslaught, Velsing s'empare du pouvoir dans son pays, mais il est déposé par Spider-Man.
Dans la série Invincible Iron Man (2010), on revoit Velsing, cette fois-ci au service de Fatalis.

### Identité usurpée
Le Vengeur Clint Barton (Œil-de-faucon) se fit brièvement passer pour Dreadknight, portant son armure et ses armes, afin d’entrer en contact avec les criminels amendés les Thunderbolts et ainsi les rejoindre.

## Pouvoirs, capacités et équipement
En complément de ses pouvoirs, Bram Velsing est un brillant inventeur. Après des années d’entraînement, Dreadknight est devenu un bon combattant au corps à corps..
L'armure de Dreadknight, malgré son apparence médiévale, est à la pointe de la technologie, bien qu'inférieure à celles créées par Tony Stark (Iron Man) ou le Docteur Fatalis.
- Fabriquée dans un alliage en acier ignifugé et non-conducteur, sa cotte de mailles le protège des tirs de pistolet jusqu'au calibre .45. Elle lui donne également une force surhumaine.
- Son masque, greffé dans sa chair, ne peut être retiré. Il l'a équipé de divers capteurs, cachés dans les ailerons du masque.

Au combat, Dreadknight utilise une lance de joute hi-tech dont la pointe cache un laser électro-magnétique pouvant percer un mur de béton. La lance est aussi équipée de deux filins de 16 mètres, éjectables, que Velsing utilise comme des bolas. Les câbles en acier peuvent être électrifiés avec une puissance maximale de 65 000 volts, de quoi tuer un éléphant. Enfin, la hampe de la lance cache un système d'armement téléguidé de quatre micro-missiles, chacun chargé de près de 2 kg de TNT.
Il est aussi armé d'un pistolet possédant un chargeur de quatre cartouches. Les capsules des cartouches contiennent un gaz neurotoxique qui peut paralyser un homme en deux secondes. Une forte dose entraîne la mort par arrêt respiratoire. Cependant, cette arme a une très courte portée (à peine plus de deux mètres), il l'utilise donc au corps à corps.
Pour se déplacer, il chevauche un cheval ailé nommé Valinor (« Hellhorse » en VO), cloné à partir de la monture du Chevalier Noir. L'animal peut voler à près de 75 km/h pendant un heure, tout en portant une charge de 135 kg environ.